# Hilary Cass
Pour les articles homonymes, voir Cass.
Hilary Dawn Cass est une médecin et pédiatre britannique, spécialiste du handicap pédiatrique.
Elle est connue pour avoir créé en 1992 la clinique Rett au Royaume-Uni, spécialisée dans le suivi des enfants atteints du syndrome de Rett, pour avoir développé des soins palliatifs pour les enfants et pour avoir dirigé le « Independent Review of Gender Identity Services for Children and Young People » connu comme le rapport Cass, publié en 2024.
En 2015, Cass reçoit un OBE pour les services rendus dans le domaine de la santé infantile. Elle est présidente du Royal College of Paediatrics and Child Health (2012-2015) et coprésidente de la British Academy of Childhood Disability (2017-2020). Elle est l'autrice en avril 2024 du rapport Cass sur les services de genre d'enfants et d'adolescents au sein du National Health Service britannique.
Elle entre à la Chambre des lords le 22 août 2024.

## Biographie

### Formation
Hilary Cass fait ses études secondaires à la City of London School for Girls,. Elle étudie la médecine à la faculté de médecine du Royal Free Hospital et obtient son diplôme en 1982.

### Carrière
De 1992 à 2018, Cass est consultante en neurohandicap dans trois centres hospitaliers de référence du Royaume-Uni.
Ses travaux portent sur les troubles du spectre autistique, les troubles cognitifs dus à l'épilepsie, les enfants souffrant de perte visuelle et les soins aux enfants polyhandicapés, en particulier lorsqu'il existe des difficultés d'alimentation et de communication.

### Syndrome de Rett
En 1992, Cass fonde la clinique Rett, un service ambulatoire national destiné aux enfants atteints du syndrome de Rett et basé à l'« Evelina London Children's Hospital » administrativement rattaché au « Guy's and St Thomas' NHS Foundation Trust ».

### Hôpital de Great Ormond Street
De 1994 à 2009, Cass est  consultante en handicap pédiatrique au Great Ormond Street Hospital (GOSH). Elle y est nommée directrice de la formation médicale postdoctorale et occupe le poste de directrice médicale adjointe. Au cours de ces 15 années, elle occupe également divers postes régionaux et nationaux dans le domaine de l'éducation médicale et de l'élaboration de politiques de santé, notamment celui de directrice de la London School of Paediatrics,.
Au GOSH, elle est l'auteur d'un livre intitulé Snakes and Ladders, fondé sur un programme utilisant le jeu de rôle pour comprendre le parcours des patients dans le NHS et améliorer les compétences du personnel.
Elle quitte le GOSH après avoir signalé ses inquiétudes concernant la sécurité des patients à l'hôpital.

### Evelina London Children's Hospital
Cass rejoint l'hôpital pédiatrique Evelina comme consultante en 2009. Elle y développe des services de soins palliatifs pour les enfants.

### Independent Review of Gender Identity Services for Children and Young People
Hilary Cass est nommée, en septembre 2020, à la tête d'une commission indépendante, l'« Independent Review of Gender Identity Services for Children and Young People » pour le National Health Service England (en), sur les services d'identité de genre pour les enfants et les adolescents,.
Elle publie son rapport intermédiaire en mars 2022. Il indique que l'augmentation du nombre de cas de références a conduit à une surcharge du travail du personnel et recommande la création d'un réseau de pôles régionaux pour fournir des soins et un soutien aux jeunes.
Le rapport intermédiaire affirme également que l'approche clinique utilisée par le Gender Identity Development Service (GIDS) « n'est pas soumise à certaines des mesures de contrôle habituelles » généralement appliquées pour les nouveaux traitements, et soulève des inquiétudes quant au manque de collecte de données par le GIDS,.
Le rapport final est publié le 10 avril 2024,.
À la suite de cette publication, le Dr Cass reçoit des menaces et il lui est déconseillé de prendre les transports en commun pour des raisons de sécurité,.

### Autres fonctions
En 2012, Cass est nommée présidente du Royal College of Paediatrics and Child Health pour un mandat de trois ans.
De 2017 à 2020, elle est présidente de la British Academy of Childhood Disability.
Elle est également administratrice de Noah’s Ark Children’s Hospice. 
Elle entre à la chambre des Lords le 22 août 2024,.

## Distinctions et récompenses
Hilary Cass est décorée d'un OBE en 2015 pour les services rendus dans le domaine de santé infantile. En 2015, le Royal College of Nursing lui décerne le titre d'« Honorary Fellow » et en 2016, elle est fellow du Royal College of General Practitioners.

## Publications

### Articles
- Cass, Reilly, Owen et Wisbeach, « Findings from a multidisciplinary clinical case series of females with Rett syndrome », Developmental Medicine and Child Neurology, vol. 45, no 5,‎ mai 2003, p. 325–337 (ISSN 0012-1622, PMID 12729147, DOI 10.1017/s0012162203000616, lire en ligne)
- (en) Baird, Cass et Slonims, « Diagnosis of autism », BMJ, vol. 327, no 7413,‎ 28 août 2003, p. 488–493 (ISSN 0959-8138, DOI 10.1136/bmj.327.7413.488, lire en ligne)
- Cass, Sekaran et Baird, « Medical investigation of children with autistic spectrum disorders », Child: Care, Health and Development, vol. 32, no 5,‎ septembre 2006, p. 521–533 (ISSN 0305-1862, PMID 16919131, DOI 10.1111/j.1365-2214.2006.00630.x, lire en ligne)

### Ouvrages
- (en) Hilary Cass, The NHS Experience: The "snakes and Ladders" Guide for Patients and Professionals, Routledge, 2006 (ISBN 0-415-33671-6, lire en ligne)

### Rapport Cass
- (en) « Independent review of gender identity services for children and young people », sur cass.independent-review.uk, 10 avril 2024 (consulté le 14 avril 2024).